# آلان لايتمان
آلان لايتمان (بالإنجليزية: Alan Lightman) (و. 1948 – م) هو فيزيائي، وعالم فيزياء فلكية، وروائي، وكاتب، وكاتب خيال علمي من أمريكي. ولد في ممفيس، تينيسي.
وهو عضو في الأكاديمية الأمريكية للفنون والعلوم.

## التعليم
تعلم في معهد كاليفورنيا للتقنية، وجامعة برنستون، وجامعة كورنيل

## مناصب وهيئات
أدار جامعة هارفارد، ومعهد ماساتشوست للتكنولوجيا.

## روابط خارجية
- آلان لايتمان على موقع IMDb (الإنجليزية)
- آلان لايتمان على موقع ميوزك برينز (الإنجليزية)
- آلان لايتمان على موقع قاعدة بيانات الفيلم (الإنجليزية)